# Luleå HF 2010/2011
Luleå HF spelade i Elitserien i ishockey 2010/2011.

## Ordinarie säsong

### Ställning
|     | Elitserien i ishockey 2010/2011 | SM | V  | O  | F  | ÖTV | ÖTF | GM  | IM  | MS  | P  |
| --- | ------------------------------- | -- | -- | -- | -- | --- | --- | --- | --- | --- | -- |
| 1.  | y – HV71                        | 55 | 24 | 15 | 16 | 9   | 6   | 173 | 143 | +30 | 96 |
| 2.  | x – Färjestads BK               | 55 | 27 | 9  | 19 | 6   | 3   | 154 | 124 | +30 | 96 |
| 3.  | x – Skellefteå AIK              | 55 | 25 | 12 | 18 | 9   | 3   | 173 | 145 | +28 | 96 |
| 4.  | x – Luleå HF                    | 55 | 23 | 11 | 21 | 8   | 3   | 129 | 115 | +14 | 88 |
| 5.  | x – Linköpings HC               | 55 | 22 | 14 | 19 | 5   | 9   | 138 | 118 | +20 | 85 |
| 6.  | x – Djurgårdens IF              | 55 | 22 | 14 | 19 | 4   | 10  | 140 | 139 | +1  | 84 |
| 7.  | x – Brynäs IF                   | 55 | 19 | 16 | 20 | 8   | 8   | 147 | 157 | -10 | 81 |
| 8.  | x – AIK                         | 55 | 20 | 12 | 23 | 4   | 8   | 131 | 151 | -20 | 76 |
|     |                                 |    |    |    |    |     |     |     |     |     |    |
| 9.  | e – Frölunda HC                 | 55 | 19 | 12 | 24 | 5   | 7   | 128 | 158 | -30 | 74 |
| 10. | e – Timrå IK                    | 55 | 17 | 13 | 25 | 9   | 4   | 140 | 165 | -25 | 73 |
|     |                                 |    |    |    |    |     |     |     |     |     |    |
| 11. | r – Södertälje SK               | 55 | 20 | 9  | 26 | 2   | 7   | 132 | 164 | -32 | 71 |
| 12. | r – Modo Hockey                 | 55 | 17 | 13 | 25 | 6   | 7   | 147 | 153 | -6  | 70 |

## Spelarstatistik

### Utespelare
Notera: GP = Spelade matcher; G = Mål; A = Assists; Pts = Poäng; +/- = Plus/Minus; PIM = Utvisningsminuter

Ordinarie säsong
| Spelare | GP | G | A | Pts | +/- | PIM |
| ------- | -- | - | - | --- | --- | --- |
|         |    |   |   |     |     |     |
|         |    |   |   |     |     |     |
|         |    |   |   |     |     |     |
|         |    |   |   |     |     |     |
|         |    |   |   |     |     |     |
|         |    |   |   |     |     |     |
|         |    |   |   |     |     |     |
|         |    |   |   |     |     |     |
|         |    |   |   |     |     |     |
|         |    |   |   |     |     |     |

Slutspel
| Spelare | GP | G | A | Pts | +/- | PIM |
| ------- | -- | - | - | --- | --- | --- |
|         |    |   |   |     |     |     |
|         |    |   |   |     |     |     |
|         |    |   |   |     |     |     |
|         |    |   |   |     |     |     |
|         |    |   |   |     |     |     |
|         |    |   |   |     |     |     |
|         |    |   |   |     |     |     |
|         |    |   |   |     |     |     |
|         |    |   |   |     |     |     |
|         |    |   |   |     |     |     |

### Målvakter
Notera: GP = Spelade matcher; TOI = istid i minuter; W = Vinst; L = Förlust; T = Oavgjort; OTW = Övertidsvinst; OTL = Övertidsförlust; GA = Insläppta mål; SO = Hållt nollan; Sv% = Räddningsprocent; GAA = Insläppta mål i genomsnitt
Ordinarie säsong
| Spelare | GP | TOI | W | L | T | OTW | OTL | GA | SO | Sv% | GAA |
| ------- | -- | --- | - | - | - | --- | --- | -- | -- | --- | --- |
|         |    |     |   |   |   |     |     |    |    |     |     |
|         |    |     |   |   |   |     |     |    |    |     |     |
|         |    |     |   |   |   |     |     |    |    |     |     |

Slutspel
| Spelare | GP | TOI | W | L | T | OTW | OTL | GA | SO | Sv% | GAA |
| ------- | -- | --- | - | - | - | --- | --- | -- | -- | --- | --- |
|         |    |     |   |   |   |     |     |    |    |     |     |
|         |    |     |   |   |   |     |     |    |    |     |     |
|         |    |     |   |   |   |     |     |    |    |     |     |

## Transaktioner
| Nyförvärv till Luleå | Nyförvärv till Luleå | Nyförvärv till Luleå |
| -------------------- | -------------------- | -------------------- |
| Spelare              | Tidigare klubb       | Kontrakterad         |

| Lämnar Luleå | Lämnar Luleå |
| ------------ | ------------ |
| Spelare      | Nytt lag     |

| Lämnar Luleå under säsongen | Lämnar Luleå under säsongen | Lämnar Luleå under säsongen |
| --------------------------- | --------------------------- | --------------------------- |
| Spelare                     | Nytt lag                    | Datum                       |